# Мьёльнир
Мьёльнир, или мьёллнир (др.-сканд. Mjöllnir «сокрушитель») — в германо-скандинавской мифологии боевой молот бога Тора. Был выкован цельнометаллическим с непропорционально короткой рукоятью из-за проказ Локи. По внешнему виду Мьёльнир отличается от молотов и топоров, как боевых так и рабочих. Мьёльнир был настолько тяжёл, что никто не мог его даже поднять, кроме Тора и его сына Магни. Кроме того, Тор надевал волшебные железные рукавицы, благодаря которым Мьёльнир становился метательным оружием, которое всегда возвращается обратно в руки метателя. Также он носил пояс силы Мегингъёрд, удваивающий силу носящего. Мьёльнир был настолько мощным оружием, что его удар вызывал молнии и гром.

## Мьёльнир в скандинавской мифологии
Мьёльнир изготовлен карликами-двергами Броком и Синдри при споре с Локи о мастерстве кузнецов. Молот был признан асами лучшим творением гномов, Локи проиграл спор, и ему зашили рот, так как Один запретил кому-либо из асов или двергов рубить голову Локи (в споре на заклад Локи поставил свою голову). Мьёльнир — универсальное оружие, жившее своей собственной жизнью: он то улетал от Тора, то прилетал обратно, а иногда и самому Тору приходилось вызволять своё оружие из плена, им убивали и оживляли. В одной из поездок в Ётунхейм Тор забил своих козлов, которые тянули его колесницу вместо лошадей, а наутро при помощи своего молота оживил их.
Короткая рукоять молота — следствие попытки Локи помешать его изготовлению. Одно время был похищен ётуном Тримом, но благодаря хитроумному Локи возвращён Тору.

## Влияние на культуру
Мьёльнир считался символом Тора. Копии молота были популярными в Скандинавии, люди носили их на шее как амулеты. Также они употреблялись в священных церемониях — им освящали свадьбы. Их подкладывали под кровать молодожёнам, чтобы у них было много детей. После принятия христианства люди долго ещё носили одновременно крест и амулет — копию Мьёльнира. Амулеты в виде молоточков Тора являются показателем присутствия средневековых скандинавов. Сейчас молот Тора на гербе использует шведская коммуна Турсос.
Молот Тора является одним из известных элементов скандинавской культуры в целом и мифологии в частности. Изготовляются ювелирные украшения «по мотивам» и даже скульптуры. В мае 2013 года Мьёльнир под названием «Молот Тора» был внесён в перечень утверждённых надгробий Ветеранского Департамента США под номером 55.